# Lethal Weapon (videogioco 1993)
Lethal Weapon è un videogioco del 1993 per Nintendo Entertainment System e Game Boy, sviluppato dalla Eurocom e pubblicato dalla Ocean Software. Si tratta di un videogioco isometrico a scorrimento orizzontale ispirato alla serie cinematografica Arma letale, uscito dopo il film Arma letale 3 e dopo un altro Lethal Weapon della stessa Ocean, per computer e SNES, piuttosto differente e non realizzato da Eurocom.